# Jean Baptiste Bessières
Jean Baptiste Bessières (Prayssac, 6 agosto 1768 – Lützen, 1º maggio 1813) è stato un generale francese.
Fu anche Maresciallo dell'Impero e duca d'Istria.

## Biografia

### Gli inizi
Figlio di un ricco barbiere, dopo essersi distinto nel collegio reale di Cahors come ottimo studente, allo scoppio della rivoluzione si arruolò nella Guardia nazionale insieme al suo grande amico Gioacchino Murat intravedendo nel nuovo governo la possibilità di dar sfogo alla sua passione per l'arte della guerra ed insieme ottime possibilità di carriera.
Nonostante questi secondi fini non bisogna trascurare che Bessières credeva veramente negli ideali della Rivoluzione francese.

### La campagna d'Italia e d'Egitto
Nel 1795 il reggimento di Bessières fu trasferito nell'armata d'Italia dove incontrò per la prima volta Napoleone Bonaparte; qui il futuro maresciallo si mise in luce per valore e coraggio fu quindi nominato dallo stesso Bonaparte comandante delle sue guardie del corpo. Combatté ad Arcole e conquistatosi una notevole fama seguì Napoleone in Egitto dove più che per azioni militari si distinse nel difendere la leadership del suo generale.

### Il consolato
Tornato in patria nel 1799, appoggiò Napoleone nel colpo di Stato del 18 brumaio. L'appoggio fornito al futuro imperatore gli procurò il comando della Guardia Consolare. A capo di questo corpo d'élite si distinse nella campagna in Italia del 1800 partecipando attivamente nella battaglia di Marengo. Bessières durante questi anni strinse un forte legame con Napoleone che sarà duraturo.

### Maresciallo dell'Impero
Le sue abilità militari e la sua grande amicizia con Bonaparte garantirono la sua nomina a Maresciallo di Francia nel 1804; da maresciallo comandò l'erede della Guardia Consolare cioè la Guardia imperiale. Dopo aver guidato con grande abilità i suoi uomini nella battaglia di Austerlitz, 1805, solo con la campagna d'inverno del 1806-1807 ,dove la Guardia fu impegnata nella Battaglia di Eylau, egli ebbe la possibilità di dimostrare il suo valore. Nel 1808 gli fu affidato il corpo d'osservazione sui Pirenei con il quale fu costretto ad affrontare un'imponente insurrezione spagnola dove egli per la prima volta dimostrò grande determinazione e spietatezza. Sempre in Spagna ottenne la sua più grande vittoria a Medina de Rìo Seco il 14 luglio 1808 dove sconfisse un'armata Anglo-Spagnola comandata dal generale Joaquín Blake.

### Le ultime campagne
Sostituito in Spagna dal generale François Étienne Kellermann, partecipò alla campagna del 1809 in Austria, guidando il corpo di riserva di cavalleria nella battaglia di Aspern-Essling, dove i suoi cavalieri ed i corpi dei marescialli Jean Lannes e Andrea Massena furono attaccati da un nemico quattro volte superiore di numero: in tale occasione Bessières mostro la sua grande abilità nel guidare i suoi uomini, ma anche la sua indecisione. Questo difetto non lo rendeva l'uomo adatto ad un comando autonomo, tuttavia nel 1811 tornò in Spagna al comando dell'Armata settentrionale di Spagna, ma la carenza di truppe e la situazione quasi insostenibile, dovuta alla presenza delle truppe britanniche nella penisola, che ben presto ebbero la meglio sull'Armata di Portogallo guidata da Masséna, lo portarono a perdere gradualmente terreno, così fu richiamato a Parigi e da qui partì per la Russia con un comando limitato: la cavalleria della Guardia. Dopo la ritirata di Russia, mentre Napoleone si preparava ad affrontare sul suolo tedesco le preponderanti truppe alleate, cavalcando in prima linea per osservare lo schieramento nemico a Lützen, fu colpito al petto da una palla di cannone, che lo uccise sul colpo. Quel 1º maggio del 1813 moriva uno dei più fidati uomini di Napoleone e suo amico nelle alterne fortune. Così Napoleone lo ricorda da Sant'Elena, rimpiangendo di non aver potuto avere il suo appoggio in un periodo così delicato per lui come i Cento Giorni: «Se avessi avuto Bessières a Waterloo, la mia Guardia mi avrebbe dato la vittoria».

## Araldica
|  |

|  |